# Музыка майя
Музыка майя — музыкальное искусство мезоамериканской цивилизации майя. Уничтожение культуры мезоамериканских народов конкистадорами под руководством служителей католической церкви привело к тому, что до нашего времени сохранилось небольшое число произведений и музыкальных инструментов.
Часто музыка была единой с песнями и танцами — это было традиционно для празднеств и религиозных обрядов. Ассортимент музыкальных инструментов у майя был велик — по большей части они относились к ударному типу. Остатки музыкального искусства майя сохранили до нынешнего времени индейские племена Центральной Америки.

## Классификация
Музыка была неразрывно связана с песенной культурой майя. Охватывала музыка различные стороны индейской жизни — среди сохранившегося можно отметить:
- Любовную лирику
- Песни, сопровождавшие погребальные обряды
- Охотничьи песни
- Военные гимны и марши
- Музыку, которая сопровождала танцы майя
- Музыкальное сопровождение религиозных обрядов

## История и описание

### Основы музыкальной культуры
Музыка цивилизации майя дошла до нас в основном по сохранившимся инструментам, а также по их изображениям — как на фресках, которые располагались на внешних и внутренних стенах зданий, так и в некоторых рукописях. Кроме того, ученые опираются на описания испанских хронистов. Также ученые делали выводы из анализа той музыки, которую индейские народы сохранили до сих пор. В общих чертах специалисты не уделяли особое внимание музыкальному искусству, ведь для этого нужны масштабные познания в индейских языках, а также знания в истории европейской музыки, чтобы понять, что индейцы переняли у колонизаторов, а что действительно относится к их культуре, и, наконец, познания в археологии цивилизации майя. Что интересно, даже сейчас в различных районах Мексики и Гватемалы индейские народности исполняют кардинально разную музыку, что показывает разнообразие их древних традиций.
Музыка у майя традиционно сопровождала не только песни, но и танцы, ритуалы, театральные выступления, а также военные походы, во время которых наигрывались военные марши и пелись песни такого же характера. Музыка была призвана поддержать воинов, внушить им уверенность в себе и поселить в них воинский дух. Именно поэтому holpop, музыкальный лидер, всегда высоко ценился.
Бой барабанов традиционно начинал музыкальные композиции майя и был знаком того, что остальным также нужно готовиться к исполнению. Упоминание об этом можно встретить у Геронимо де Мендиета.
Как упоминает Когольюдо, holpop являлся не только главным исполнителем, но и хранителем музыкальных инструментов, в том числе барабанов.
Музыка у майя была групповой и основой были ударные инструменты. Струнных инструментов у майя не было, за исключением музыкального лука.

### Связь с религией
Для мезоамериканских религий было традиционным наличие божеств, отвечающих за музыку, танцы и пение. Например, у ацтеков это был Макуильшочитль. У майя также было подобное божество, однако его имя не сохранилось.
Согласно поэме «Пополь-Вух» братья Хун-Батц и Хун-Човен — покровители флейтистов и певцов. Герой легенд по имени Твинс превращался в обезьяну и играл на флейте и барабанах. Бог Стриженой Кукурузы был покровителем черепаховых барабанов. И наконец, божество Ик (рус. Ветер) отвечало за погремушки.

### Репрессии колонизаторов
Известный конкистадор Эрнан Кортес негативно относился к музыкальной культуре индейцев, считая её нудной и монотонной.
Так как музыка была тесно связана с религией, испанские захватчики подвергли её репрессиям. Стоит упомянуть указ от 1555 г., где говорилось: «индейцы не должны петь упомянутые песни о своих обрядах или древних историях, пока эти песни не будут исследованы духовенством или людьми, хорошо знающими язык. Служители Евангелия должны смотреть, чтобы в таких песнях не содержалось бы ничего мирского».
Были даже поставления, согласно которым индейцам надлежало сжечь все музыкальные инструменты, за исключением барабанов. Католическая церковь с помощью отрядов конкистадоров насильно угнетала индейскую культуру, благодаря чему многие её элементы, в том числе и их музыка, дошли до нас в отдельных обрывочных сведениях.

## Музыкальные традиции

### Статус музыкантов
В майяском обществе было достаточное количество профессиональных музыкантов, певчих и исполнителей танца. Берналь Диас дель Кастильо упоминает, что во дворце Мотекухсомы II «плясуны, певцы и другие увеселители занимали отдельное большое помещение». Правитель Тескоко Несауалькойотль обладал целым огромных залом во своём дворце, где исполнялись музыкальные произведения. А в Палатинской рукописи есть заметка, в которой говорится что ацтекские музыканты были профессионалами в своём деле и занимали высокое положение в обществе.
Также стоит отметить празднество ce-xochitl, во время которого традиционно воздавалась хвала Синтеотлю, ацтекскому богу кукурузы, и Шочипилли, богу искусств, можно было наблюдать следующее: «… вознаграждались подарками и наградами певцы, певцы, сопровождавшие танцы, руководители и сочинители песен. Так же [поступали] и с музыкантами, теми, кто играл на барабанах, на тепонастли, теми, кто сочинял слова для песен, теми, кто сочинял песни, кто перелагал и гармонизовал их, теми, кто свистел, кто своими руками управлял движением [танцоров], а также теми, кто, танцуя, представлял что-то, теми, кто танцевал четверками, теми, кто сочинял фигуры для танцев, теми, кто пел насмешливые песни или заупокойные, теми, кто танцевал, вертясь волчком». Из приведенного отрывка можно выявить, что музыканты специально обучались этой науке, чтобы в дальнейшем стать профессионалами. Требования к музыкантам были крайне жёсткими. Стоит упомянуть один случай, во время которого барабанщика, который нарушил музыкальный ритм во время жетвоприношения, схватили и первым принесли богам.

### Музыкальные инструменты
В составе оркестра у майя были большие деревянные либо тростниковые трубы. Был также особый вид труб, сделанный из коры, издававший звук при вдыхании воздуха, а не при вдувании, как это обычно бывает. Крупнейшие имели длину 1,5 м и были сделаны из дерева и керамики. Трубы часто изображались на росписях, можно отметить, скажем, фреску из первой комнаты в Бонампаке, изображающую оркестр. На ней изображены упомянутые выше полутораметровые трубы, которые использовались в паре, на разных тональностях. В качестве труб использовали также hub — крупные морские раковины, которые в обилии встречаются в водах Юкатана. Они издавали внушительный звук и, согласно верованиям майя, призывали богов. Похожие встречаются у инков и ацтеков.
Также в распространении были chul — флейты из кости бедра оленя или человеческой ноги, обожённой глины или тростника, как простые, так и особые — флейты Пана. Они могли иметь от шести тонов в доклассический период и вплоть до 12 в более позднее время. Тройные и четвертные флейты позволяют брать аккорды. Согласно 6 главе IV части «Пополь-Вуха», был также ещё один особый тип флейты — чиримия — для инсигнии у верховного правителя киче. Также у майя была пятинотная свирель, схожая с европейскими и южноамериканскими.
Майяские погремушки, или маракасы, создавались, как правило, из тыквы. Однако раскопки в Пакбитуне, Белиз, свидетельствуют, что были и глиняные погремушки с мелкими шариками внутри.
Кроме того, к духовому типу относятся и xoxob — майяские свистки. Они имели различные тона, по материалу изготовления были деревянные, костяные либо глиняные. Свистки последнего типа имели форму людей или животных.
Из струнных инструментов известен только музыкальный лук с тетивой из хенекена, служивший главным басовым инструментом.
Самым разнообразным был арсенал ударных инструментов. Барабаны были нескольких видов:
- Тункуль — вертикально стоящая литавра, высотой по грудь исполнителя, сделанная из полой деревянной колоды, обтянутой кожей оленя. По тункулу били руками;
- Этот барабан стоял на земле, а барабанщик на нём сидел и бил его;
- Аналог ацекского тепонцатли — полая горизонтальная деревянная колода, имела два деревянных язычка. По нему били колотушками с резиновыми наконечниками. Звук при правильном ветре слышно на две лиги;
- Паш — мелкий барабан, использовался при танцах, его били одной рукой;
- Особый барабан из полого дерева, издавал тяжёлые и печальные звуки;
- Черепаховый — из панциря небольшой сухопутной черепахи, его покрывали резьбой и лаком. Ланда охарактеризовал его звуки как «меланхоличные и печальные»;
- Каюм — сделан из глины, похож на два соединённых сосуда, с одного конца натянута мембрана. Встречается в Дрезденском кодексе, в настоящее время используется лакандонами.

Также стоит отметить и прочие инструменты ударного состава:
- Бубенчики и колокольчики из раковин, а в более поздний период из меди, золота и серебра. Они привязывались к ногам, талии или запястьям танцора и давали озвучивание его движениям[13];
- Черепаховые панцири, по которым били отрезком оленьего рога[комм 2];
- Многочисленные zoot — трещотки и погремушки[комм 3].

Был у майя и уникальный музыкальный инструмент, по-испански именуемый raspadores — скребки, которые делались из длинной кости оленя, ягуара, тапира или человека, на которые наносились глубокие зазубрины. Музыкант быстро проводил по ним палкой, что порождало довольно приятный слуху скрежещущий звук. Данный инструмент наряду с барабанами использовался для более плавной смены ритма в музыке. В наше время подобный инструмент есть в кубинских народных оркестрах.
Экзотикой майяского оркестра были человеческие черепа, по которым били палками.
В Дрезденском кодексе можно встретить изображения флейт с четырьмя отверстиями, барабанов, трещоток, в Мадридском — вертикальных барабанов, костей с нарезками, черепа-резонатора.

### Состав оркестра
Описание оркестра майя можно встретить у Ланды:

У них есть маленькие барабаны, по которым бьют рукой, и другой барабан — из полого дерева, с низким и унылым звуком. По нему бьют довольно длинной палкой с набалдашником из смолы одного дерева на конце. У них были трубы, длинные и тонкие, из полого дерева, с длинными и кривыми тыквами на конце. У них был еще инструмент из панциря целой черепахи, очищенного от мяса. По нему били ладонями рук, и звук его заунывный и печальный. У них были свистки из берцовых костей оленей и больших раковин и флейты из тростника— Диего де Ланда
В приведённом отрывке описан малый состав оркестра.

### Особенности музыкальной культуры
Главные особенности майяской музыкальной культуры:
- Использование прелюдий и интерлюдий;
- Строгое соблюдение тональностей;
- Тематическое единство при наличии вариаций;
- Чёткие ритмические и мелодические каденции;
- Антифональные приёмы;
- Переходы с применением кресчендо-акселерандо или диминуэндо-раллентандо;
- Использование остинато и педального баса.

Для майяской музыки также был характерен острый ритмический рисунок как следствие традиций и определённого оркестрового состава, хотя мелодика была довольно проста. Многие черты музыкального искусства майя переняли и современные индейские народы Мексики, Гватемалы и Гондураса. Результатом музыковедческого анализа сохранившихся у них духовных инструментов стало то, что в их основе лежал пентатонический звукоряд (тон, тон, малая терция, тон). Многие флейты могли иметь до 16 тонов. Традиции многоголосного пения описывал Торкемада в своих трудах.
Учёные ещё не пришли к единому мнению, была ли у майя нотная запись. Однако, есть данные что одно из племён современной Гватемалы платило дань копиями своих песен, что само по себе предполагает наличие у индейцев навыков записи своих музыкальных произведений. «Рукопись Чи» говорит о том, что индейцы с помощью иероглифов записывали «некоторые песни в определенных размерах». X. Кастильо, исследователь из Гватемалы, в своих трудах опубликовал фото плоской нефритовой таблички, на которой была изображена странная надпись, состоящая из зигзагообразной линии и точек. Согласно его мнению, это и есть пример нотной записи у майя.

## В искусстве

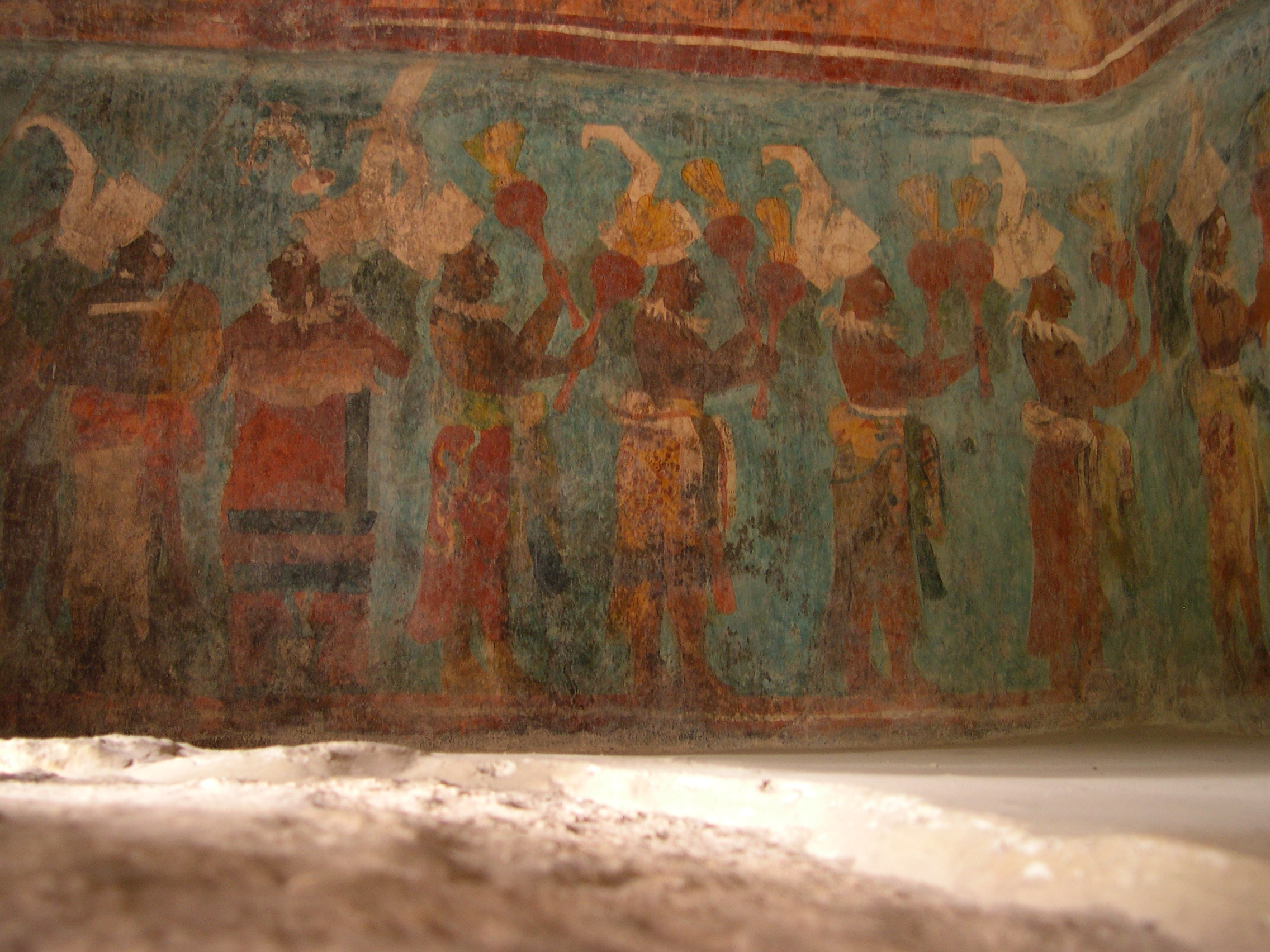
Настенные фрески в Бонампаке. На изображении видны барабаны майя

### Оркестр в Бонампаке
Музыкальный оркестр майя классического периода изображен на нижних стенах помещения храма в Бонампаке. Здание было построено в 791 г. н. э.. В первой комнате храма есть фреска, которая изображает королевский танец и оркестр из 12 музыкантов, которых можно разделить на следующие группы:
- С погремушками из тыквы — 4 человека;
- С черепаховыми барабанами — 3 человека;
- С литаврами — 1 человек.
- С длинными трубами — 2 человека;

Также на фресках изображены танцор с погремушкой и музыкант с музыкальным инструментом «маракас».